# Jocs Mediterranis de 1955
Els Jocs Mediterranis de 1955 foren una competició esportiva celebrada a Barcelona del 16 al 25 de juliol de 1955.

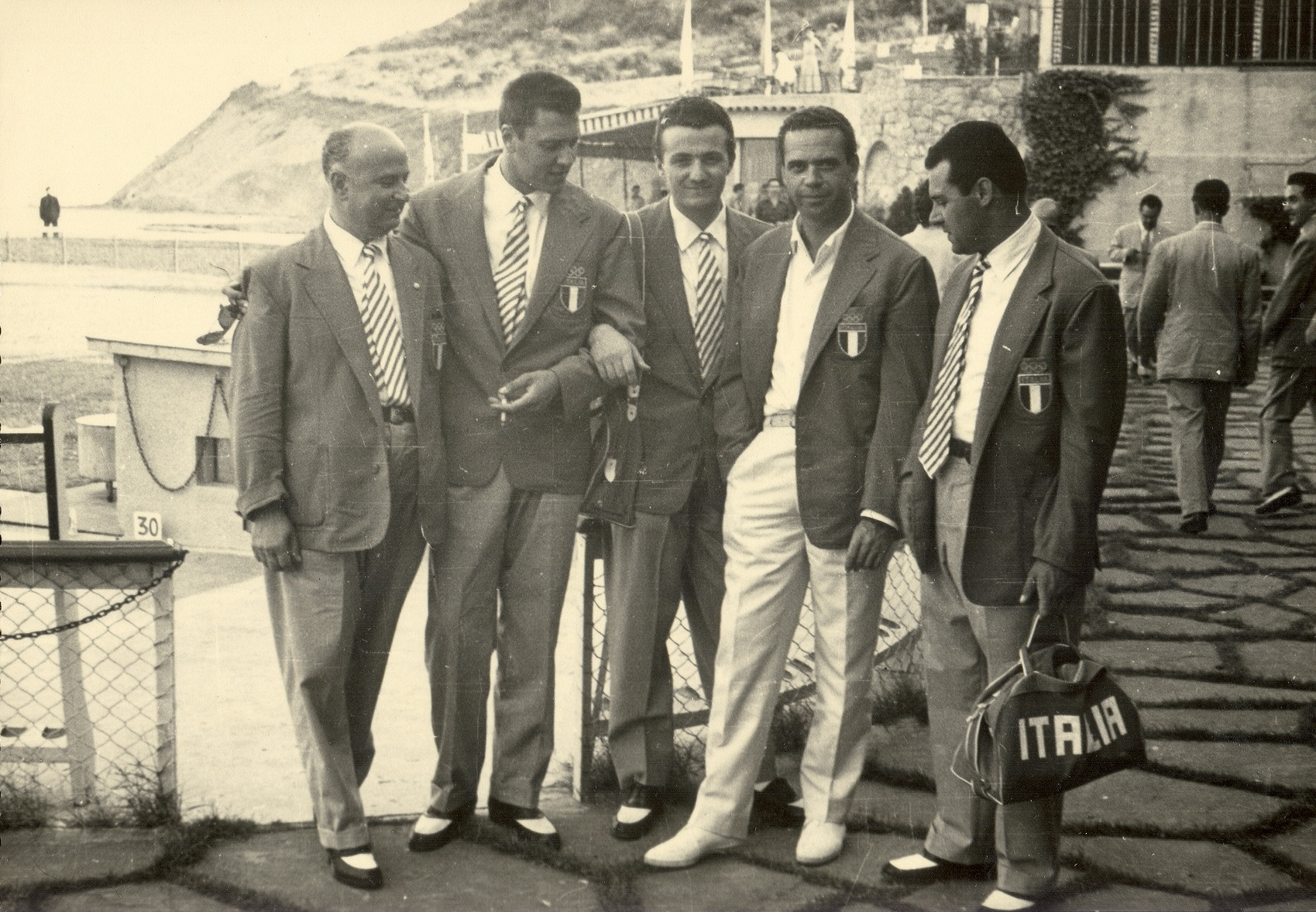
Participants italians als Jocs Mediterranis de 1955.

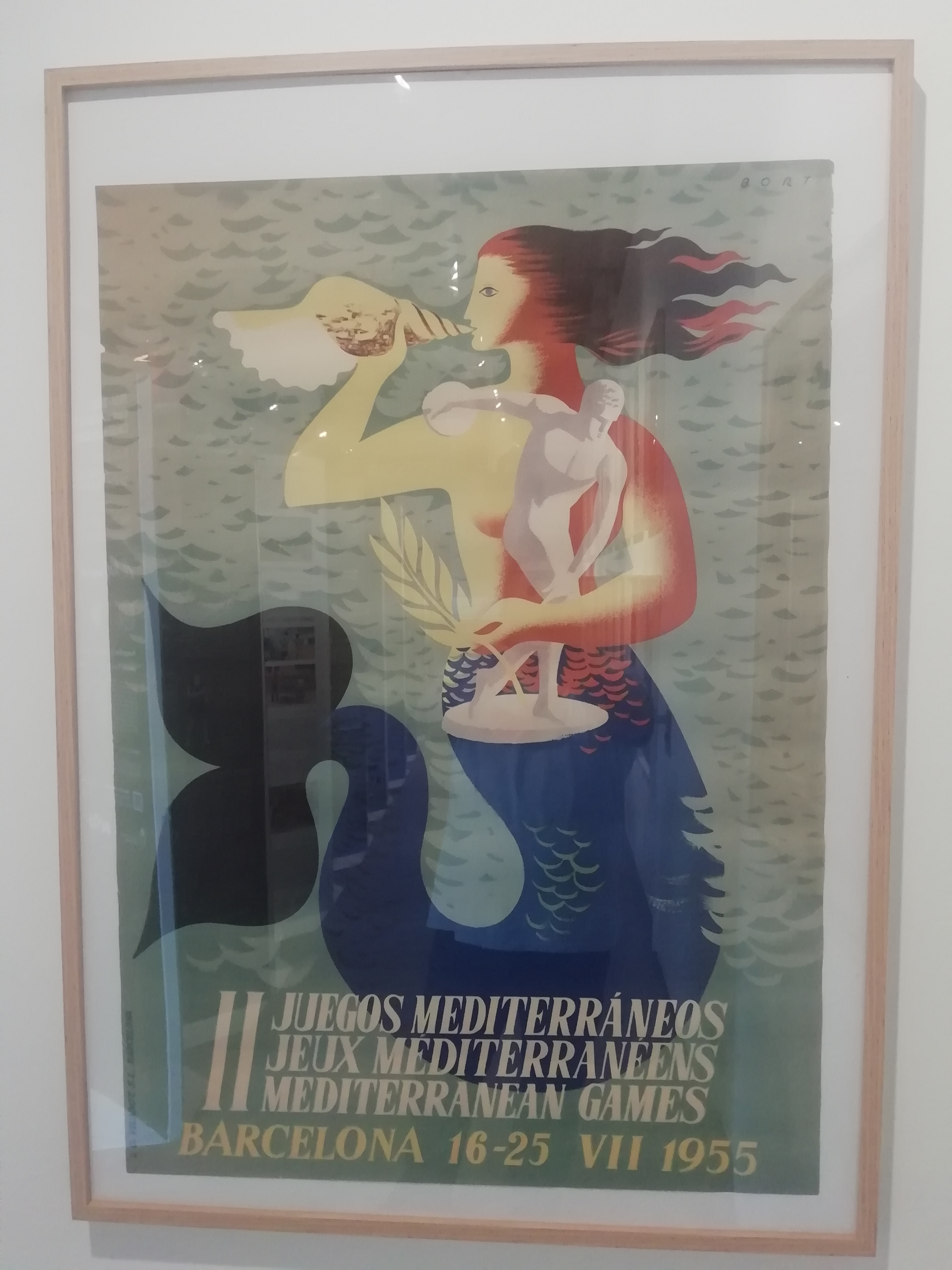
Cartell dels Jocs Mediterranis de 1955.

Sota l'impuls Epifanio de Fortuny, baró d'Esponella i tinent d'alcalde de Transports i Esport de l'Ajuntament de Barcelona, el 31 de gener de 1951 s'aprovà per unanimitat la presentació de la candidatura de Barcelona per acollir els II Jocs del Mediterrani de 1955. Amb el vist-i-plau del general Franco i el suport de les federacions esportives, va presentar-se la candidatura de Barcelona a la sessió del COI al maig de 1951. Aquesta fou defensada pel baró de Güell Santiago Güell i López, únic representant espanyol en el COI, que va tenir un paper clau en la nominació de Barcelona als Jocs Mediterranis, Per altra banda, també va destacar la figura de Joan Antoni Samaranch, seleccionador nacional de hoquei patins, com a membre del comitè organitzador. Durant la celebració dels Jocs Mediterranis d'Alexandria 1951, el Comitè Internacional dels Jocs del Mediterrani va reunir-se per decidir nominació de la seu, on s'acordà de forma unànime concedir els Jocs de Barcelona.
Hi participaren un total de 1.135 esportistes, sense participació femenina, d'un total de 9 estats mediterranis. Es disputaren 102 competicions d'un total de 20 esports. La gran estrella dels jocs fou el gimnasta català Joaquim Blume, que aconseguí sis medalles d'or i una de bronze, també destacaren els atletes Tomàs Barris i Antonio Amorós, el ciclista José Pérez Francés i els germans Eduard i Joaquín Dualde en hoquei sobre herba.

## Medaller
| Pos. | Estat   | Or | Plata | Bronze | Total |
| ---- | ------- | -- | ----- | ------ | ----- |
| 1    | França  | 39 | 29    | 32     | 100   |
| 2    | Itàlia  | 33 | 27    | 24     | 84    |
| 3    | Espanya | 12 | 15    | 18     | 45    |
| 4    | Egipte  | 9  | 21    | 16     | 46    |
| 5    | Turquia | 8  | 3     | 3      | 14    |
| 6    | Grècia  | 1  | 7     | 7      | 15    |
| 7    | Líban   | 1  | 1     | 4      | 6     |
| 8    | Síria   | 0  | 0     | 1      | 1     |